# Петля Латама

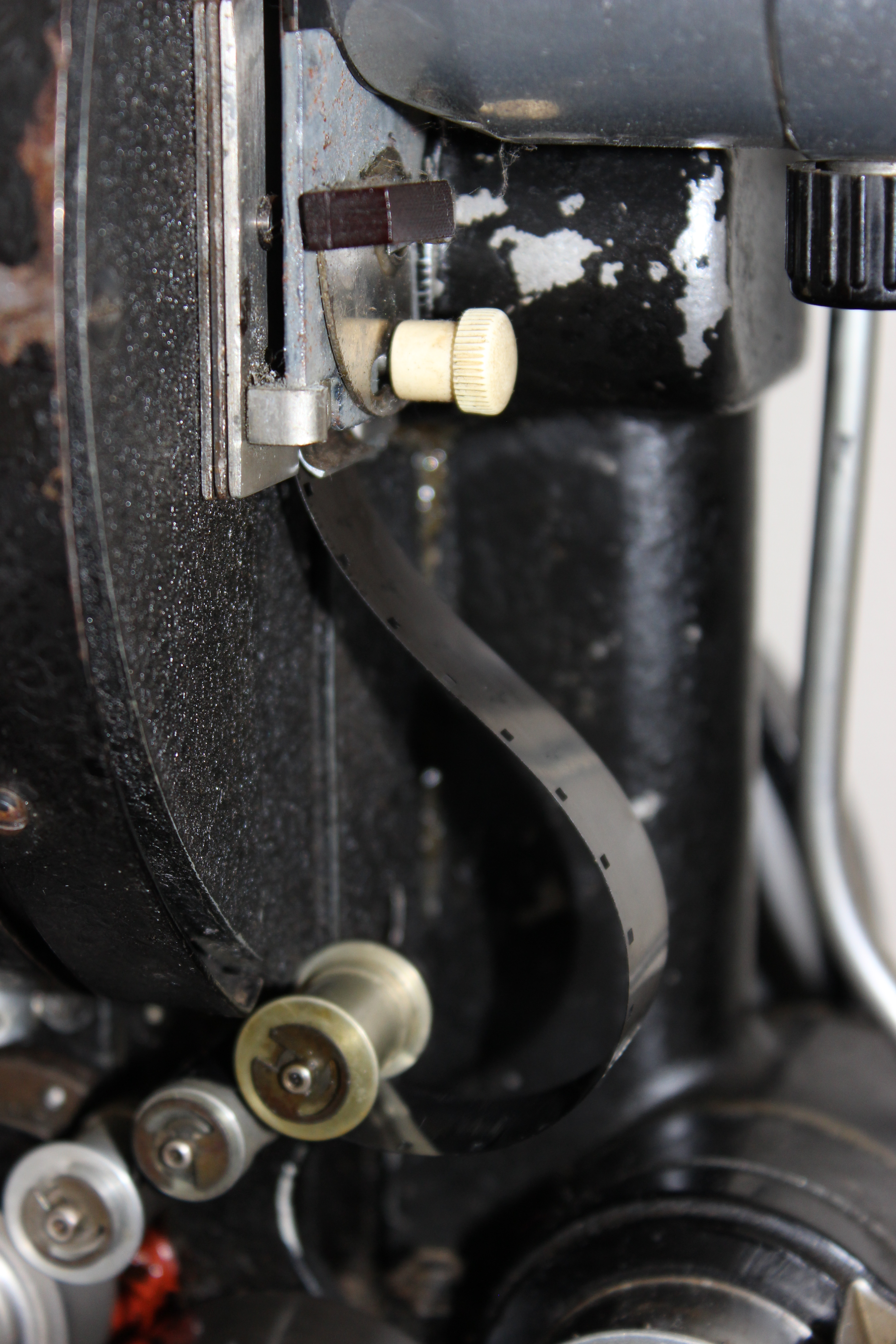
Петля Латама

Петля Латама — название свободной петли, которую киноплёнка делает в лентопротяжном механизме большинства типов киноаппаратуры перед входом в скачковый механизм. Петля изолирует ветви лентопротяжного тракта, в которых плёнка движется непрерывно, от участка прерывистого перемещения, предотвращая обрыв и повреждения перфорации. Для поддержания постоянного размера петли перед ней устанавливается тянущий зубчатый барабан, равномерно сматывающий киноплёнку с подающего рулона.

## История изобретения
Петля была запатентована в 1897 году американцем Вудвилом Латамом (англ. Woodville Latham) для кинопроектора типа «Эйдолоскоп» и позволила увеличить максимальную длину кинофильма свыше 50 футов. В первых аппаратах, таких как Кинетоскоп и Синематограф, длина киноплёнки была ограничена, так как из-за отсутствия петель вся киноплёнка перемещалась прерывисто, в том числе подающий рулон. При небольшой ёмкости рулона его момент инерции недостаточен, чтобы препятствовать скачкообразному вращению, но большие рулоны тормозили киноплёнку, приводя к её обрывам скачковым механизмом.
Наряду с максимальной доступной длиной рулона первой киноплёнки «Эдисон-Кодак», эта причина была главным препятствием увеличения длительности фильмов раннего кинематографа свыше 1 минуты. Одним из первых фильмов, снятых аппаратурой, снабжённой петлёй, стал репортаж с боксёрского поединка между Джеймсом Корбеттом и Бобом Фицсиммонсом, длящийся на экране более 10 минут. Изобретатель Томас Эдисон, стремясь монополизировать американский кинорынок, выкупил у компании «Мутоскоп и Байограф» патент на петлю. Во время «войны патентов», которую кинотрест Эдисона вёл с независимыми кинопроизводителями, ограничение прав на использование петли пытались использовать, как барьер для европейской киноаппаратуры на американском кинорынке. 
В 1913 году действие патента истекло, и петля начала беспрепятственно использоваться во всей аппаратуре. В современных киносъёмочных, кинокопировальных и кинопроекционных аппаратах используются две аналогичные петли: одна перед входом в фильмовый канал, а другая — после него или скачкового барабана. В простейших узкоплёночных 8-мм кинокамерах, благодаря небольшой массе рулонов киноплёнки, петли могут отсутствовать, а функцию демпфирования выполняют упругие элементы в виде пружин или обрезиненных роликов. В этом случае скачковый механизм обычно снабжается контргрейфером, удерживающим киноплёнку в неподвижном положении в момент экспозиции.